# Goran Vlaović
Goran Vlaović (ur. 7 sierpnia 1972 w Novej Gradišce) – chorwacki piłkarz grający na pozycji napastnika.
Podczas jego kariery, która przypadła na lata 1989–2004, Vlaović grał dla chorwackich klubów: Osijeku i Dynama Zagrzeb, następnie wyjechał aby grać we włoskim Calcio Padova, w hiszpańskiej Valencii i w greckim Panathinaikosie, gdzie zakończył karierę w czerwcu 2004. Jeśli chodzi o osiągnięcia klubowe, Vlaović osiągnął swój największy sukces, będąc królem strzelców chorwackiej ekstraklasy w 1993 i 1994, grając w barwach Dynama Zagrzeb. Jego 29 goli strzelonych dla tej drużyny w sezonie 1993/94 pozostaje niepobitym rekordem jeśli chodzi o najlepszych strzelców jego rodzimej ligi (do sezonu 2006/07 gdy pobił go Eduardo z 32 golami). Wygrał też Puchar Króla Hiszpanii i Superpuchar Hiszpanii z Valencią w 1999.

## Kariera reprezentacyjna
Vlaović reprezentował także Chorwację blisko dziesięć lat – między lipcem 1992 a sierpniem 2002, zaliczając 51 spotkań, w którym zdobył 15 goli, będąc drugim najlepszym strzelcem w historii reprezentacji Chorwacji, plasując się tylko za Davorem Sukerem, który strzelił 30 goli więcej. Zagrał także w kadrze Chorwacji B w styczniu 2001, strzelając gola. W trzy i pół roku Vlaović wystąpił tylko cztery razy w kadrze, natomiast regularnie „wypluwać płuca” dla Chorwatów zaczął w 1996 roku, wtedy też strzelił pierwsze gole dla reprezentacji, w dodatku był to klasyczny hattrick w wygranym 3:0 meczu towarzyskim z Koreą Południową rozegranym w marcu tego roku. Był także członkiem chorwackiej ekipy na finały EURO 1996 w Anglii, występując we wszystkich czterech meczach rozegranych przez Chorwatów, strzelając zwycięską bramkę w ostatnich pięciu minutach w ich meczu otwarcia z Turcją, kiedy wszedł z ławki zastępując na 20 minut przed końcem Alena Bokšicia. Pojechał też na MŚ 1998 we Francji, gdzie zagrał także we wszystkich meczach zdobywców brązowego medalu. Na tym mundialu Vlaović strzelił jedną bramkę – zdobył ją w historycznym ćwierćfinale z Niemcami, który Chorwaci wygrali 3:0. Bramka zdobyta w 80. minucie praktycznie przekreśliła szanse faworyzowanych Niemców na zdobycie pucharu. Po powrocie do reprezentacji w zimie 2001 po półtorarocznej przerwie, Vlaović zagrał cztery mecze i strzelił jednego gola w kwalifikacjach do MŚ 2002 i także pojechał i na ten mundial, jednak wszystkie trzy mecze przesiedział na ławce. Po tym mundialu zagrał już tylko raz w barwach Chorwacji.

## Kariera piłkarska
- 1989-91 –  NK Osijek
- 1992-94 –  Dinamo Zagrzeb
- 1995-96 –  Padova Calcio
- 1997-00 –  Valencia FC
- 2000-04 –  Panathinaikos AO

## Sukcesy piłkarskie
- Puchar Hiszpanii 1999 oraz Superpuchar Hiszpanii 1999 z Valencią
- król strzelców ligi chorwackiej 1993 i 1994 w barwach Dinama Zagrzeb

W reprezentacji Chorwacji od 1992 do 2002 roku rozegrał 51 meczów i strzelił 15 goli – brązowy medal Mistrzostw Świata 1998 oraz start w Euro 1996 (ćwierćfinał) i mundialu 2002 (runda grupowa).

## Odznaczenia
- Order Chorwackiej Koniczyny (1998)[1]